# Ричмонд (тауншип, Миннесота)
Ричмонд (англ. Richmond) — тауншип в округе Уинона, Миннесота, США. На 2000 год его население составило 729 человек.

## География
По данным Бюро переписи населения США площадь тауншипа составляет 48,3 км², из которых 42,0 км² занимает суша, а 6,3 км² — вода (13,04 %).

## Демография
По данным переписи населения 2000 года здесь находились 729 человек, 278 домохозяйств и 207 семей.  Плотность населения —  17,4 чел./км².  На территории тауншипа расположено 314 построек со средней плотностью 7,5 построек на один квадратный километр. Расовый состав населения: 98,77 % белых, 0,41 % азиатов, 0,27 % — других рас США и 0,55 % приходится на две или более других рас. Испанцы или латиноамериканцы любой расы составляли 0,27 % от популяции тауншипа.
Из 278 домохозяйств в 36,3 % воспитывались дети до 18 лет, в 68,0 % проживали супружеские пары, в 3,6 % проживали незамужние женщины и в 25,5 % домохозяйств проживали несемейные люди. 19,1 % домохозяйств состояли из одного человека, при том 5,0 % из — одиноких пожилых людей старше 65 лет. Средний размер домохозяйства — 2,62, а семьи — 3,05 человека.
26,1 % населения — младше 18 лет, 7,0 % — в возрасте от 18 до 24 лет, 29,2 % — от 25 до 44, 28,5 % — от 45 до 64, и 9,2 % — старше 65 лет. Средний возраст — 39 лет. На каждые 100 женщин приходилось 98,6 мужчин.  На каждые 100 женщин старше 18 приходилось 104,2 мужчин.
Средний годовой доход домохозяйства составлял 52 386 долларов, а средний годовой доход семьи —  57 596 долларов. Средний доход мужчин —  36 094  доллара, в то время как у женщин — 24 464. Доход на душу населения составил 24 862 доллара. За чертой бедности находились 2,9 % семей и 4,4 % всего населения тауншипа, из которых 4,5 % младше 18 и 11,1 % старше 65 лет.